# Andrija Mohorovičić

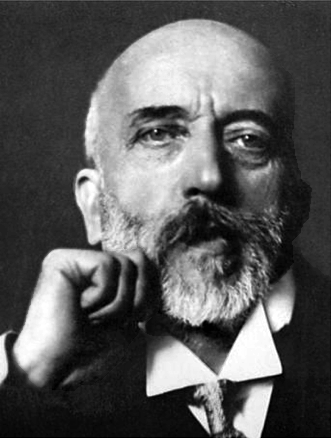
Andrija Mohorovičić

Andrija Mohorovičić [ˈaːndria ˈmɔhɔrɔʋitʃitɕ] (* 23. Januar 1857 in Volosko bei Opatija; † 18. Dezember 1936 in Zagreb) war ein  kroatischer Meteorologe und Geophysiker. Ihm gelang 1909 erstmals, mit Bebenwellen die Trennfläche zwischen Erdkruste und Mantel zu erfassen.

## Leben
Mohorovičić studierte 1875–1879 an der Karl-Ferdinands-Universität in Prag Mathematik und Physik, unter anderem bei Ernst Mach. Anschließend war er Lehrer an einer Oberschule und an der Seemannsschule in Bakar bei Rijeka. Dort gründete er 1887 ein meteorologisches Observatorium. 1891 wurde er in Zagreb (Agram) Professor an der Technischen Hauptschule und Direktor der Landesanstalt für Meteorologie und Geodynamik. 1892 promovierte er mit einer meteorologischen Arbeit an der Universität Zagreb.
Seit 1900 galt aber sein Hauptinteresse der Seismologie, weil auf der Balkanhalbinsel Erdbeben häufig sind. Das Observatorium hatte nach einem Beben 1880 einen Seismografen erhalten, der aber recht unvollkommen war. Nach einem starken Beben im Jahre 1901 gelang die Anschaffung leistungsfähigerer Instrumente und eines astatischen Pendels von Emil Wiechert. 1910 entdeckte Mohorovičić an Seismogrammen des Bebens von Pokupsko nahe Zagreb vom 8. Oktober 1909, dass einige P- und S-Bebenwellen später eintrafen als erwartet. Er schloss daraus, dass sie an einer Grenze in etwa 54 km Tiefe gebeugt wurden. Spätere Untersuchungen bestätigten diese Grenzfläche als ein weltweites Phänomen: In einer Tiefe von 30–50 km beginnt der Erdmantel mit einer Temperatur um die 600 °C.
Diese Trennfläche wurde später Mohorovičić-Diskontinuität genannt und wird heute in den Geowissenschaften oft mit „Moho“ abgekürzt. Innerhalb der Lithosphäre, der äußeren Schale der Erde, trennt diese Grenzfläche die Erdkruste von der äußeren Schicht des oberen Erdmantels. Zehn Jahre nach diesem Höhepunkt seiner Tätigkeit als Seismologe trat Mohorovičić 1921 in den Ruhestand. Nach seinem Tod wurde er auf dem Mirogoj-Friedhof in Zagreb beigesetzt. Nach ihm ist auch der Asteroid (8422) Mohorovičić und ein Mondkrater benannt.
Mohorovičić ist der Vater des Physikers und Geophysikers Stjepan Mohorovičić (1890–1980), Physiklehrer an einer Schule in Zagreb, heute noch in Erinnerung, da er 1934 die Existenz des Positroniums (in den Astronomischen Nachrichten) vorhersagte. Außerdem sagte er eine Mohorovičić-Diskontinuität auf dem Mond vorher, die durch die Messungen der Apollo-Astronauten auch gefunden wurde. Insgesamt hatte Andrija Mohorovičić vier Söhne.